# 풍속범죄
풍속범죄(風俗犯罪)는 미풍양속을 해침으로서 성립하는 범죄이다.
형법 등 법률에 별도로 규정된 범죄는 아니고 미풍양속을 해치는 범죄의 총칭이다.
주로 성풍속을 해침으로서 성립한다.

## 풍속범죄의 종류
- 간통죄
- 음행매개죄
- 음화반포죄
- 음화제조죄
- 공연음란죄